# Maych'ew
Maych'ew är en ort i Etiopien.   Den ligger i regionen Tigray, i den norra delen av landet, 400 km norr om huvudstaden Addis Abeba. Maych'ew ligger 2 400 meter över havet och antalet invånare är 27 186.
Terrängen runt Maych'ew är kuperad åt sydost, men åt nordväst är den bergig. Runt Maych'ew är det ganska tätbefolkat, med 166 invånare per kvadratkilometer. Det finns inga andra samhällen i närheten. Trakten runt Maych'ew består till största delen av jordbruksmark.